# Seznam prekinjenih dirk Formule 1
Seznam prekinjenih dirk Svetovnega prvenstva Formule 1 je seznam tekem, prekinjenih zaradi hujše nesreče ali neprimernih pogojev na stezi. Prekinitev dirke označuje rdeča zastava, ki jo vihtijo za to pooblaščeni delavci, razporejeni ob progi. Leta 2007 so za nadzor dirk vpeljali sistem GPS, ki vključuje tudi opozorilne signale v dirkačevi kabini. Po razglasitvi rdeče zastave se izhod iz boksov zapre, dirkači pa se morajo počasi in brez prehitevanja razvrstiti na štartni vrsti. Deset minut pred ponovnim štartom vodstvo dirke izda opozorilo, dirka se začne za varnostnim avtomobilom, ki se po enem krogu umakne v bokse. Če dirke ni mogoče nadaljevati, štejejo rezultati ob koncu predhodnega kroga pred rdečo zastavo. Če dirke ni mogoče nadaljevati in dirkači niso prevozili 75 % načrtovane razdalje dirke, so podeljene polovične točke, v primeru manj kot dveh odpeljanih krogov pa točke niso podeljene.
Od prve dirke Svetovnega prvenstva Formule 1 za Veliko nagrado Velike Britanije 1950 v Silverstonu je bilo dvainpetdeset dirk prekinjenih z rdečo zastavo, od tega se petnajstkrat ni več nadaljevala, desetkrat zaradi dežja in petkrat zaradi nesreč. Trideset dirk je bilo prekinjenih v prvem krogu, vse so nato nadaljevali. Tri od teh so bile prekinjene zaradi nesreč s smrtnim izidom. Velika nagrada Španije 1975 je bila prekinjena v devetindvajsetem krogu, ko je Rolf Stommelen z dirkalnikom zletel med gledalce, izmed katerih jih je pet umrlo. Riccardo Paletti se je smrtno ponesrečil na dirki za Veliko nagrado Kanade 1982, ko je trčil s Didierom Pironijem. Velika nagrada San Marina 1994 je bila prekinjena zaradi smrtne nesreče Ayrtona Senne, ko je v petem krogu v izhodu iz ovinka Tamburello zapeljal v zid.

## Prekinjene dirke
| Ne   | Dirka se ni nadaljevala s ponovnim štartom.                        |
| Da   | Dirka se je nadaljevala s ponovnim štartom na načrtovani razdalji. |
| Skr. | Dirka se je nadaljevala s ponovnim štartom na skrajšani razdalji.  |

| Sezona | Dirka             | Krog | PŠ?  | Zmagovalec           | Razlog za prekinitev dirke in morebitno nadaljevanje | Ref.   |
| ------ | ----------------- | ---- | ---- | -------------------- | --- | ------ |
| 1950   | Indy 500          | 138  | Ne   | Johnnie Parsons      | Prekinitev zaradi dežja. | [ 8 ]  |
| 1971   | Kanada            | 64   | Ne   | Jackie Stewart       | Prekinitev zaradi dežja. | [ 9 ]  |
| 1973   | V. Britanija      | 2    | Da   | Peter Revson         | Prekinitev zaradi nesreče Jodyja Scheckterja, Jean-Pierra Beltoisa, Georga Follmerja, Mika Hailwooda, Carlosa Paceja, Jochena Massa in Andree de Adamicha. Dirka se je ponovno začela s štartom.      | [ 10 ] |
| 1974   | Brazilija         | 32   | Ne   | Emerson Fittipaldi   | Prekinitev zaradi dežja. | [ 11 ] |
| 1975   | Španija           | 29   | Ne   | Jochen Mass          | Prekinitev zaradi nesreče Rolfa Stommelena, v kateri je umrlo pet gledalcev. Podeljene so bile polovične točke.[A]                                                                                    | [ 12 ] |
| 1975   | V. Britanija      | 56   | Ne   | Emerson Fittipaldi   | Prekinitev zaradi dežja. | [ 13 ] |
| 1975   | Avstrija          | 29   | Ne   | Vittorio Brambilla   | Prekinitev zaradi dežja. Podeljene so bile polovične točke.[A] | [ 14 ] |
| 1976   | V. Britanija      | 1    | Da   | Niki Lauda           | Prekinitev zaradi množične nesreče ob štartu. Dirka se je ponovno začela s štartom. | [ 15 ] |
| 1976   | Nemčija           | 2    | Da   | James Hunt           | Prekinitev zaradi nesreče Nikija Laude, Bretta Lungerja in Haralda Ertla. Dirka se je ponovno začela s štartom.                                                                                       | [ 16 ] |
| 1978   | Avstrija          | 7    | Da   | Ronnie Peterson      | Prekinitev zaradi dežja. Dirka se je ponovno začela s štartom. | [ 17 ] |
| 1978   | Italija           | 1    | Skr. | Niki Lauda           | Prekinitev zaradi množične nesreče. Dirka se je nadaljevala s ponovnim štartom, toda skrajšana iz 52 na 40 krogov.                                                                                    | [ 18 ] |
| 1979   | Argentina         | 1    | Da   | Jacques Laffite      | Prekinitev zaradi množične nesreče. Dirka se je ponovno začela s štartom. | [ 19 ] |
| 1979   | J. Afrika         | 2    | Da   | Gilles Villeneuve    | Prekinitev zaradi dežja. Dirka se je ponovno začela s štartom. | [ 20 ] |
| 1980   | Kanada            | 1    | Da   | Alan Jones           | Prekinitev zaradi množične nesreče. Dirka se je ponovno začela s štartom. | [ 21 ] |
| 1981   | Belgija           | 54   | Ne   | Carlos Reutemann     | Prekinitev zaradi dežja. | [ 22 ] |
| 1981   | Francija          | 58   | Skr. | Alain Prost          | Prekinitev zaradi dežja. Odpeljanih je bilo še 22 krogov, štel je seštevek obeh časov. | [ 23 ] |
| 1981   | Kanada            | 1    | Da   | Nelson Piquet        | Prekinitev zaradi smrtne nesreče Riccarda Palettija. Dirka se je ponovno začela s štartom. | [ 24 ] |
| 1981   | vz. ZDA           | 6    | Skr. | John Watson          | Prekinitev zaradi dežja in nesreče. Odpeljanih je bilo še 64 krogov, štel je seštevek obeh časov. | [ 25 ] |
| 1984   | Monako            | 31   | Ne   | Alain Prost          | Prekinitev zaradi dežja. Podeljene so bile polovične točke.[A] | [ 26 ] |
| 1984   | vz. ZDA           | 1    | Da   | Nelson Piquet        | Prekinitev zaradi nesreče ob štartu. Dirka se je ponovno začela s štartom. | [ 27 ] |
| 1984   | V. Britanija      | 11   | Skr. | Niki Lauda           | Prekinitev zaradi nesreče Jonathana Palmerja. Dirka se je nadaljevala s ponovnim štartom, toda skrajšana iz 64 na 60 krogov.                                                                          | [ 28 ] |
| 1984   | Avstrija          | 1    | Da   | Niki Lauda           | Prekinitev zaradi nepravilne štartne procedure. Dirka se je ponovno začela s štartom. | [ 29 ] |
| 1985   | Avstrija          | 1    | Da   | Alain Prost          | Prekinitev zaradi nesreče ob štartu. Dirka se je ponovno začela s štartom. | [ 30 ] |
| 1986   | V. Britanija      | 1    | Da   | Nigel Mansell        | Prekinitev zaradi množične nesreče. Dirka se je ponovno začela s štartom. | [ 31 ] |
| 1987   | Belgija           | 2    | Da   | Alain Prost          | Prekinitev zaradi množične nesreče. Dirka se je ponovno začela s štartom. | [ 32 ] |
| 1987   | Avstrija          | 1    | Da   | Nigel Mansell        | Prekinitev zaradi dveh ločenih nesreč. Dirka se je ponovno začela s štartom. | [ 33 ] |
| 1987   | Portugalska       | 2    | Da   | Alain Prost          | Prekinitev zaradi množične nesreče. Dirka se je ponovno začela s štartom. | [ 34 ] |
| 1987   | Mehika            | 30   | Skr. | Nigel Mansell        | Prekinitev zaradi nesreče Dereka Warwicka. Odpeljanih je bilo še 33 krogov, štel je seštevek obeh časov.                                                                                              | [ 35 ] |
| 1988   | Portugalska       | 1    | Da   | Alain Prost          | Prekinitev zaradi množične nesreče ob štartu. Dirka se je ponovno začela s štartom. | [ 36 ] |
| 1989   | San Marino        | 3    | Skr. | Ayrton Senna         | Prekinitev zaradi nesreče Gerharda Bergerja. Odpeljanih je bilo še 55 krogov, štel je seštevek obeh časov                                                                                             | [ 37 ] |
| 1989   | Mehika            | 2    | Da   | Ayrton Senna         | Prekinitev zaradi množične nesreče. Dirka se je ponovno začela s štartom. | [ 38 ] |
| 1989   | Francija          | 1    | Da   | Alain Prost          | Prekinitev zaradi množične nesreče. Dirka se je ponovno začela s štartom. | [ 39 ] |
| 1989   | Avstralija        | 2    | Da   | Thierry Boutsen      | Prekinitev zaradi množične nesreče. Dirka se je ponovno začela s štartom. | [ 40 ] |
| 1990   | Monako            | 1    | Da   | Ayrton Senna         | Prekinitev zaradi množične nesreče. Dirka se je ponovno začela s štartom. | [ 41 ] |
| 1990   | Belgija           | 1    | Da   | Ayrton Senna         | Dvakratna prekinitev zaradi ločenih nesreč Paola Barille in Agurija Suzukija. Dirka se je ponovno začela s štartom.                                                                                   | [ 42 ] |
| 1990   | Italija           | 2    | Da   | Ayrton Senna         | Prekinitev zaradi množične nesreče. Dirka se je ponovno začela s štartom. | [ 43 ] |
| 1990   | Portugalska       | 61   | Ne   | Nigel Mansell        | Prekinitev zaradi nesreče Agurija Suzukija in Alexa Caffija. | [ 44 ] |
| 1991   | Avstralija        | 14   | Ne   | Ayrton Senna         | Prekinitev zaradi dežja. Podeljene so bile polovične točke.[A] | [ 45 ] |
| 1992   | Francija          | 18   | Skr. | Nigel Mansell        | Prekinitev zaradi dežja. Odpeljanih je bilo še 51 krogov, štel je seštevek obeh časov. | [ 46 ] |
| 1994   | San Marino        | 7    | Skr. | Michael Schumacher   | Prekinitev zaradi smrtne nesreče Ayrtona Senne. Odpeljanih je bilo še 51 krogov, štel je seštevek obeh časov.                                                                                         | [ 47 ] |
| 1994   | Italija           | 1    | Da   | Damon Hill           | Prekinitev zaradi množične nesreče. Dirka se je ponovno začela s štartom. | [ 48 ] |
| 1994   | Japonska          | 13   | Skr. | Damon Hill           | Prekinitev zaradi dežja. Odpeljanih je bilo še 37 krogov, štel je seštevek obeh časov. | [ 49 ] |
| 1995   | Argentina         | 1    | Da   | Damon Hill           | Prekinitev zaradi dveh množičnih nesreč. Dirka se je ponovno začela s štartom. | [ 50 ] |
| 1995   | Monako            | 1    | Da   | Michael Schumacher   | Prekinitev zaradi množične nesreče. Dirka se je ponovno začela s štartom. | [ 51 ] |
| 1995   | Italija           | 1    | Da   | Johnny Herbert       | Prekinitev zaradi množične nesreče. Dirka se je ponovno začela s štartom. | [ 52 ] |
| 1995   | Portugalska       | 1    | Da   | David Coulthard      | Prekinitev zaradi množične nesreče. Dirka se je ponovno začela s štartom. | [ 53 ] |
| 1996   | Avstralija        | 1    | Da   | Damon Hill           | Prekinitev zaradi nesreče Martina Brundla. Dirka se je ponovno začela s štartom. | [ 54 ] |
| 1997   | Brazilija         | 1    | Da   | Jacques Villeneuve   | Prekinitev zaradi množične nesreče. Dirka se je ponovno začela s štartom. | [ 55 ] |
| 1997   | Kanada            | 56   | Ne   | Michael Schumacher   | Prekinitev zaradi nesreče Oliviera Panisa. | [ 56 ] |
| 1998   | Kanada            | 1    | Da   | Michael Schumacher   | Prekinitev zaradi množične nesreče. Dirka se je ponovno začela s štartom. | [ 57 ] |
| 1998   | Francija          | 1    | Da   | Michael Schumacher   | Prekinitev zaradi ugaslega dirkalnika Josa Verstappena ob štartu. Dirka se je ponovno začela s štartom.                                                                                               | [ 58 ] |
| 1998   | Belgija           | 1    | Da   | Damon Hill           | Prekinitev zaradi množične nesreče. Dirka se je ponovno začela s štartom. | [ 59 ] |
| 1999   | V. Britanija      | 1    | Da   | David Coulthard      | Prekinitev zaradi ugaslih dirkalnikov Jacquesa Villeneuva in Alexa Zanardija ob štartu. Dirka se je ponovno začela s štartom.                                                                         | [ 60 ] |
| 2000   | Monako            | 1    | Da   | David Coulthard      | Prekinitev dirke zaradi računalniške napake. Dirka se je ponovno začela s štartom. | [ 61 ] |
| 2001   | Nemčija           | 2    | Da   | Ralf Schumacher      | Prekinitev zaradi delcev dirkalnikov na stezi. Dirka se je ponovno začela s štartom. | [ 62 ] |
| 2001   | Belgija           | 5    | Da   | Michael Schumacher   | Prekinitev zaradi množične nesreče. Dirka se je ponovno začela s štartom. | [ 63 ] |
| 2003   | Brazilija         | 56   | Ne   | Giancarlo Fisichella | Prekinitev zaradi nesreč Marka Webbra in Fernanda Alonsa. | [ 64 ] |
| 2007   | Evropa            | 5    | Skr. | Fernando Alonso      | Prekinitev zaradi dežja in nesreč Jensona Buttna, Nica Rosberga, Adriana Sutila, Lewisa Hamiltona, Scotta Speeda in Vitantonia Liuzzija. Dirka se je nadaljevala s štartom za varnostnim avtomobilom. | [ 65 ] |
| 2009   | Malezija          | 33   | Ne   | Jenson Button        | Prekinitev zaradi dežja in nesreč Sébastiena Buemija, Sebastiana Vettla in Giancarla Fisichelle. Podeljene so bile polovične točke.[A]                                                                | [ 66 ] |
| 2010   | Koreja            | 3    | Skr. | Fernando Alonso      | Prekinitev zaradi dežja. Dirka se je nadaljevala s štartom za varnostnim avtomobilom. | [ 67 ] |
| 2011   | Monako            | 72   | Skr. | Sebastian Vettel     | Prekinitev zaradi nesreč Adriana Sutila, Lewisa Hamiltona, Jaimeja Alguersuarija in Vitalija Petrova. Dirka se je nadaljevala s štartom za varnostnim avtomobilom.                                    | [ 68 ] |
| 2011   | Kanada            | 25   | Skr. | Jenson Button        | Prekinitev zaradi dežja. Dirka se je nadaljevala s štartom za varnostnim avtomobilom. | [ 69 ] |
| 2012   | Malezija          | 9    | Skr. | Fernando Alonso      | Prekinitev zaradi dežja. Dirka se je nadaljevala s štartom za varnostnim avtomobilom. | [ 70 ] |
| 2013   | Monako            | 46   | Skr. | Nico Rosberg         | Prekinitev zaradi nesreče Pastorja Maldonada in Maxa Chiltona, pri čemer je prišlo do poškodbe varnostne ograde. Dirka se je nadaljevala s štartom za varnostnim avtomobilom.                         | [ 71 ] |
| 2014   | V. Britanija      | 1    | Skr. | Lewis Hamilton       | Prekinitev zaradi nesreče Kimija Räikkönena, Felipeja Masse in Kamuija Kobajašija, pri čemer je prišlo do poškodbe varnostne ograde. Dirka se je nadaljevala s štartom za varnostnim avtomobilom.     | [ 72 ] |
| 2014   | Japonska          | 2    | Da   | Lewis Hamilton       | Hud naliv zaradi tajfuna Fanfon. | [ 73 ] |
| 2014   | Japonska          | 46   | Ne   | Lewis Hamilton       | Prekinitev zaradi nesreče Julesa Bianchija. | [ 73 ] |
| 2016   | Avstralija        | 18   | Skr. | Nico Rosberg         | Prekinitev zaradi nesreče Fernanda Alonsa in Estebana Gutiérreza. | [ 74 ] |
| 2016   | Belgija           | 10   | Skr. | Nico Rosberg         | Prekinitev zaradi nesreče Kevina Magnussena, poškodovana varnostna ograda. | [ 75 ] |
| 2016   | Brazilija         | 21   | Skr. | Lewis Hamilton       | Dež in nesreča Kimija Räikkönena. | [ 76 ] |
| 2016   | Brazilija         | 28   | Skr. | Lewis Hamilton       | Dež. | [ 76 ] |
| 2017   | Azerbajdžan       | 23   | Skr. | Daniel Ricciardo     | Prekinitev zaradi ostankov na stezi po več trčenjih. | [ 77 ] |
| 2020   | Italija           | 27   | Skr. | Pierre Gasly         | Prekinitev zaradi nesreče Charles Leclerca in poškodovane varnostne ograde. | [ 78 ] |
| 2020   | Toskana           | 9    | Skr. | Lewis Hamilton       | Prekinitev zaradi nesreče Carlosa Sainza Jr., Nicholasa Latifija, Kevina Magnussena, Antonia Giovinazzija in Estebana Ocona.                                                                          | [ 79 ] |
| 2020   | Toskana           | 46   | Skr. | Lewis Hamilton       | Prekinitev zaradi nesreče Lancea Strolla in poškodovane varnostne ograde. | [ 79 ] |
| 2020   | Bahrajn           | 1    | Skr. | Lewis Hamilton       | Prekinitev zaradi nesreče Romaina Grosjean in poškodovane varnostne ograde. | [ 80 ] |
| 2021   | Emilija - Romanja | 33   | Skr. | Max Verstappen       | Prekinitev zaradi nesreče Valtterija Bottasa in Georgea Russella ter poškodovane varnostne ograde. | [ 81 ] |
| 2021   | Azerbajdžan       | 48   | Skr. | Sergio Pérez         | Prekinitev zaradi nesreče Maxa Verstappna. | [ 82 ] |
| 2021   | V. Britanija      | 2    | Skr. | Lewis Hamilton       | Prekinitev zaradi nesreče Maxa Verstappna in poškodovane varnostne ograde. | [ 83 ] |
| 2021   | Madžarska         | 2    | Skr. | Esteban Ocon         | Prekinitev zaradi množične nesreče v prvem ovinku in ostankov na progi. | [ 84 ] |
| 2021   | Belgija           | 1    | Skr. | Max Verstappen       | Dež. | [ 85 ] |
| 2021   | Belgija           | 3    | Ne   | Max Verstappen       | Dež. Podeljene so bile polovične točke. | [ 86 ] |
| 2022   | Monako            | 30   | Skr. | Sergio Pérez         | Prekinitev zaradi nesreče Micka Schumacherja in poškodovane varnostne ograde. Dirka je bila skrajšana, ker je bila dosežena časovna omejitev 120 minut.                                               | [ 87 ] |
| 2022   | Velika Britanija  | 1    | Da   | Carlos Sainz Jr.     | Množična nesreča kratko po štartu. Dirka je bila nadaljevana s ponovnim stoječim štartom po tem, ko je bil prevožen krog za varnostnim avtomobilom.                                                   | [ 88 ] |
| 2022   | Japonska          | 2    | Skr. | Max Verstappen       | Dež in nesreče Sebastiana Vettla, Pierrea Gaslyja, Carlosa Sainza in Alexandra Albona. | [ 89 ] |